# Mitch Leigh
Mitch Leigh (geboren: Irwin Michnick) (New York, 30 januari 1928 – aldaar, 16 maart 2014) was een Amerikaans componist, dirigent en theaterproducent.

## Levensloop
Leigh studeerde aan de Yale-universiteit in New Haven en behaalde aldaar in 1951 zijn Bachelor of Music. Vervolgens studeerde hij aan dezelfde universiteit bij Paul Hindemith en behaalde in 1952 zijn Master of Music.
Hij begon zijn muzikale carrière als een jazz muzikant en schreef vanaf 1954 herkenningstunes voor de omroep en de televisie. In 1965 ontstond door een coöperatie met de liederenschrijver Joe Darion en de schrijver Dale Wasserman een project. Gebaseerd op Wasserman's televisiespel I, Don Quixote ontwikkelde het team de musical Man Of La Mancha, die in 1965 in het Broadway theatre "ANTA Washington Square Theatre" in première ging en 2.328 uitvoeringen beleefde. Hij werd voor deze musical bekroond met de Tony Award. De volgende show Chu Chem had 68 uitvoeringen. Cry for Us All had negen uitvoeringen in het Broadway theatre. De musical Home Sweet Homer met de artiest Yul Brynner in de hoofdrol, beleefde één uitvoering. De musical Saravà liep 101 voorstellingen in 1979. Er volgden nog een aantal verdere musicals met meer en minder succes aan de Broadway theatres.
In 1957 richtte hij het bedrijf Music Makers, Inc. als een omroep- en televisieproductiebedrijf op was hun directeur. Aan zijn Alma mater, de Yale-universiteit in New Haven (Connecticut), richtte hij een leerstoel voor jazz, de "Willie Ruff Chair in Jazz", op.
Hij overleed in maart 2014 thuis in Manhattan op 86-jarige leeftijd en werd begraven aan het Montefiore Cemetery in Springfield Gardens (Queens).
In Utrecht is een straat naar hem vernoemd.

## Composities

### Werken voor harmonieorkest
- 1966-1967 Man of La Mancha, selectie uit het musical - bewerkt door: Frank Erickson en Paul Yoder

### Muziektheater

#### Musicals
| Voltooid in | titel                                     | uitvoeringen | première                                                  | libretto                                                                       | verdere liedteksten                | choreografie  |
| ----------- | ----------------------------------------- | ------------ | --------------------------------------------------------- | ------------------------------------------------------------------------------ | ---------------------------------- | ------------- |
| 1963        | Too True to Be Good                       | 94           | 12 maart 1963, New York, 54th Street Theatre              | George Bernard Shaw                                                            |                                    |               |
| 1964        | Never Live Over a Pretzel Factory         | 9            | 28 maart 1964, New York, Eugene O'Neill Theatre           | Jerry Devine                                                                   |                                    |               |
| 1965        | Man of La Mancha                          | 2328         | 22 november 1965 New York, ANTA Washington Square Theatre | Dale Wasserman gebaseerd op het verhaal van Miguel de Cervantes Saavedra       | Joe Darion                         | Jack Cole     |
| 1970        | Cry for Us All                            | 9            | 8 april 1970, New York, Broadhurst Theatre                | William Alfred en Albert Marre, gebaseerd op "Hogan's Goat" van William Alfred | Phyllis Robinson en William Alfred | Todd Bolender |
| 1975        | Home Sweet Homer                          | 1            | 4 januari 1976, New York, Palace Theatre                  | Roland Kibbee en Albert Marre                                                  | Charles Burr en Forman Brown       | Michael Mann  |
| 1978        | Saravà                                    | 177          | 11 januari 1979, New York, Mark Hellinger Theatre         | N. Richard Nash gebaseerd op "Dona Flor & Her Two Husbands" van Jorge Amado    | N. Richard Nash                    | Rick Atwell   |
| 1989        | Chu Chem - The 1st Chinese-Jewish Musical | 68           | 17 maart 1989, New York, Ritz Theatre                     | Ted Allen                                                                      | Jim Haines en Jack Wohl            |               |
| 1993        | Ain't Broadway Grand                      | 25           | 18 april 1993, New York, Lunt-Fontanne Theatre            | Thomas Meehan en Lee Adams                                                     | Lee Adams                          | Randy Skinner |

### Filmmuziek
- 1963 The Existentialist
- 1977 Once Upon a Brothers Grimm
- 1978 Once in Paris...